# Mokka (Kaffee)

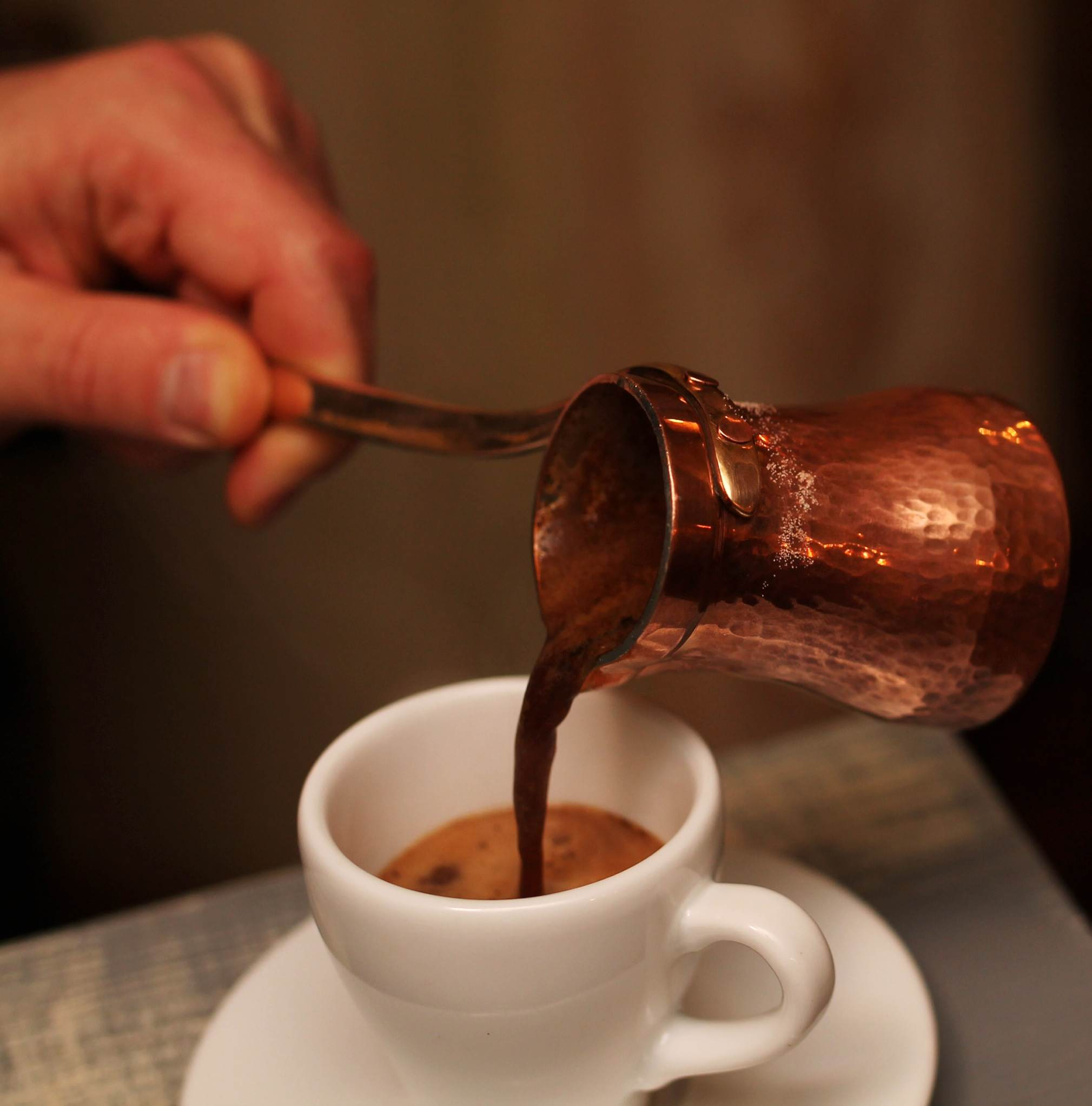
Eingießen von Mokka von der traditionellen Kanne aus Metall in die Tasse.

Mokka (auch Mocca; nach der jemenitischen Hafenstadt Mokka, arabisch المخا, DMG al-Muḫā) bezeichnet Kaffee, der auf seine ursprünglichste Art zubereitet wird. Dabei wird eine kleine Kanne aus Metall mit staubfein gemahlenem Kaffeepulver gefüllt, welches mit kaltem Wasser aufgegossen und anschließend aufgekocht wird. Charakteristisch für den Mokka ist der Kaffeesatz, der mit dem Kaffee in die Tasse gegossen wird. Bis zur Verwendung des Kaffeefilters war somit jeder Kaffee ein Mokka. Mit der Osmanischen Herrschaft verbreitete sich der Mokka als „türkischer Kaffee“ auch in Europa und gehört noch heute in Südosteuropa zur traditionellen Kaffeekultur. Seit 2013 gehören die Zubereitung von Mokka und die türkische Kaffeekultur zum immateriellen UNESCO-Kulturerbe.

## Ursprung und Zubereitung
Die Bezeichnung Mokka leitet sich von der jemenitischen Hafenstadt Mokka (al-Muchā) am Roten Meer ab, von wo der ursprünglich aus Äthiopien stammende Arabica-Kaffee in alle Welt verschifft wurde. Einen besonderen Aufschwung nahm der Kaffeekonsum nach der osmanischen Annexion des Jemen und der gegenüberliegenden Küste im Jahre 1538. Nach heftiger Opposition des islamischen Klerus wie auch der staatlichen Gewalten wurde 1554 das erste Kaffeehaus in Istanbul eröffnet.
Der Kaffee für einen Mokka kommt vorzugsweise aus den Anbaugebieten Äthiopien und Jemen, aber es kann ohne weiteres auch anderer Kaffee verwendet werden, solange er staubfein gemahlen wurde. In den Nachfolgestaaten des ehemaligen Jugoslawien wird das staubfein gemahlene Kaffeepulver nach dem Anbaugebiet Minas in Brasilien meist unter der Bezeichnung Minas kafa (bosnisch, serbisch) bzw. kava (kroatisch, slowenisch) verkauft.

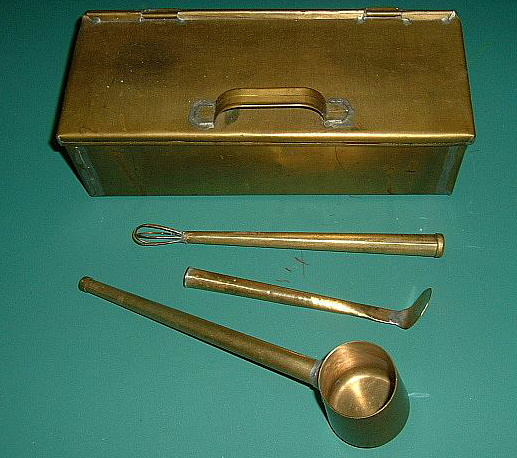
Zubehör für einen türkischen Kaffee

Das für die Zubereitung eines Mokkas genutzte langstielige Kännchen (arabisch إبريق Ibrik, griechisch μπρίκι Briki, türkisch cezve, bosnisch/kroatisch/serbisch/slowenisch džezva) besteht traditionell aus inwendig verzinntem Kupfer oder Messing. Üblicherweise ist auf dem Boden des Kännchens eine Zahl eingeschlagen, die angibt, für welche Tassenanzahl es bestimmt ist. Ein Kännchen das aus schlechtem Stahl gefertigt ist, kann den Geschmack beeinträchtigen. Im ehemaligen Jugoslawien sind auch emaillierte Kännchen aus Stahl üblich.
Ursprünglich wurde das Kännchen mit Kaffeepulver und Wasser in einem heißen Sandbett oder in der Glut einer Feuerstelle langsam auf Kochtemperatur gebracht. Später wurde das Kännchen vereinfacht über einer Herdplatte oder Gasflamme erhitzt. Die traditionelle Zubereitungsart erfuhr in Griechenland ein Comeback, mit eigens dafür hergestellten Elektroplatten mit Sandbett. Auch in der Metropole Istanbul erfährt die traditionelle Zubereitungsart im Zuge der Ausweitung von Kaffeehäusern und Cafés derzeit ein Comeback. Dies geschieht nicht nur aus nostalgischen und ästhetischen Gründen; der Mokka wird auf diese Weise besonders schonend erhitzt und erfährt dadurch eine perfekte Entfaltung seines Aromas.

### Zubereitungsarten

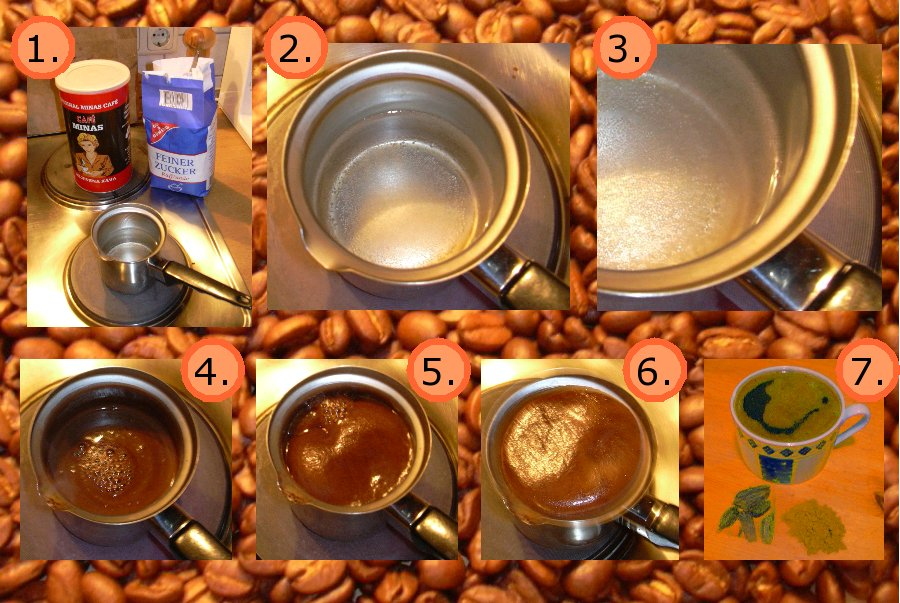
Zubereitung eines Mokkas mit typischem mehrfach wiederholten Aufkochvorgang. In Bild 7 der Abbildung sieht man links unten noch ungemahlenen Kardamom und rechts davon gemahlenen Zimt.

Der Mokka wird bei den Arabern in der Regel mit Kardamom gewürzt und ungesüßt sehr heiß serviert. Neben Kardamom sind auch Zimt oder Nelken als Gewürz für den Mokka beliebt.
Im Gegensatz dazu wird der Mokka bei den Türken selten mit Rosenwasser gewürzt und meist gesüßt. Es gibt die Stufen ungesüßt (sade), wenig gesüßt (az şekerli), mittelsüß (orta şekerli) und stark gesüßt (tam şekerli kahve).
Vergleichbares gilt für den Mokka bei den Griechen mit den Stufen ungesüßt (σκέτος skétos), wenig gesüßt (με ολίγη me olígi), mittelsüß (μέτριος métrios), süß (γλυκός glykós) und stark gesüßt (βαρύ γλυκός varý glykos). Allerdings wird der Mokka so gut wie nie gewürzt. Selten wird ein wenig Ouzo oder Mastix-Likör beigegeben.
Der Mokka wird bei den Südslawen ebenfalls nicht gewürzt sowie ungesüßt oder gesüßt getrunken. Traditionell wird Lokum dazu gereicht, was durch die starke Süße einen Kontrast zum herben Mokka bildet. Der Mokka wird als türkischer Kaffee (bosnisch bzw. serbisch turska kafa/турска кафа, kroatisch turska kava, slowenisch turška kava und bulgarisch bzw. mazedonisch Турско кафе) oder einheimischer Kaffee (bosnisch bzw. serbisch domaća kafa/домаћа кафа, kroatisch domaća kava und bulgarisch bzw. mazedonisch домашно кафе) bezeichnet.
Bei den Albanern ist der Mokka ungewürzt und wird ungesüßt (pa sheqer), mittelsüß (mesatare) oder süß (e ëmbël) getrunken. Er wird türkischer Kaffee (albanisch kafe turke) oder schwarzer Kaffee (kafe e zezë) genannt.

## Bezeichnung weiterer Kaffeespezialitäten

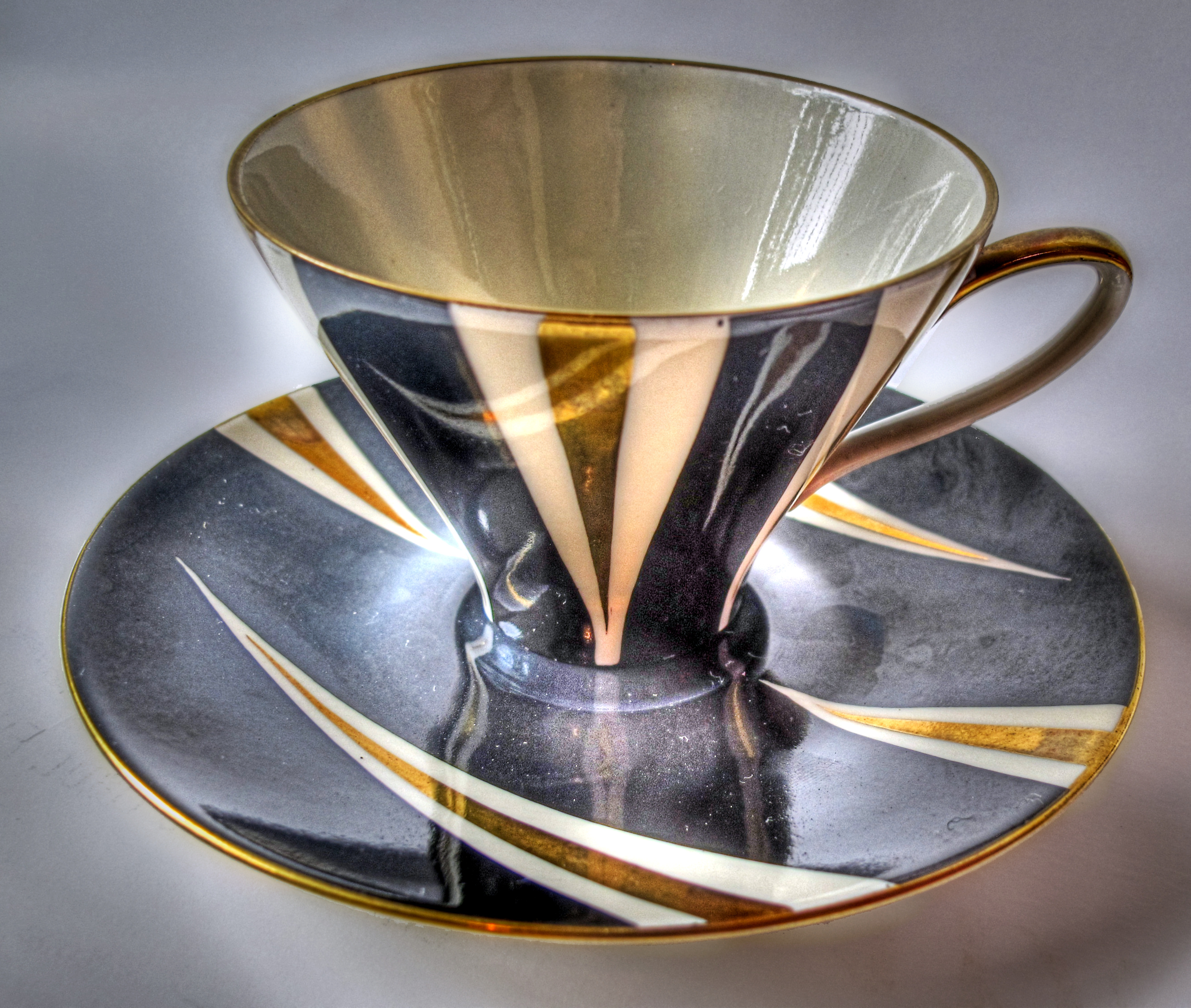
Mokkatasse (um 1955)

In der Wiener-Kaffeehaus-Tradition bezeichnet ein Mokka oder auch „Schwarzer“ einen Kaffee ohne Zucker und Milch. Ursprünglich wurde ein solcher Kaffee in einer Seihkanne („Karlsbader Kanne“) gefiltert. Heutzutage kommt er aus der Espressomaschine. Wer in Wien also einen Mokka bestellt, erhält einen „kleinen Schwarzen“.
In einigen Ländern Mittelosteuropas wird unter „türkischer Kaffee“ oder ähnlichen Bezeichnungen eine vereinfachte Zubereitungsart verstanden, bei der ein oder mehrere Teelöffel mit handelsüblichem, grob gemahlenen Kaffeepulver in einer Tasse oder einem Glas mit kochendem Wasser übergossen, nach Belieben gezuckert und drei bis vier Minuten nach dem Absetzen des Kaffeepulvers getrunken werden. In Tschechien und der Slowakei ist diese Variante als „Türke“ (turek) bzw. „türkischer Kaffee“ (turecká káva) bekannt, in Polen als „Kaffee auf türkische Art“ (kawa po turecku). In der Gastronomie der DDR war diese Servierart ebenfalls gebräuchlich.

## Mokka und Schokolade
Der Geschmack der Kaffeebohnen der Sorte Mokka erinnert leicht an Schokolade, obwohl darin kein Kakao enthalten ist. Im Wirtschaftswunder der 1950er Jahre in der Bundesrepublik Deutschland wurde die Bezeichnung gerne für süße Produkte mit Kaffee- und Kakaogeschmack wie Mokka-Eiscreme, Mokka-Schokolade oder Mokka-Milchmischgetränke genutzt, heute werden dafür in der Regel modischere Bezeichnungen verwendet. Wie zum Beispiel Latte macchiato für eine nur schwach aromatisierte Variante. In den USA und Großbritannien, im deutschsprachigen Raum auch bei Kaffeeverkaufsautomaten oder Kaffeehausketten nach amerikanischem Vorbild, bezeichnet der Mocha einen Kaffee mit Kakao oder Schokolade, in der Regel enthält er auch Milch oder Sahne.